# Skriften på väggen (roman)
Skriften på väggen (engelska: Famous last words) är en roman från 1981 av den kanadensiske författaren Timothy Findley. Den handlar om Hugh Selwyn Mauberley, huvudpersonen från Ezra Pounds dikt med samma namn, som hittas död i ett hotellrum i Alperna i april 1945. Väggarna är fullskrivna med bekännelser om hur Mauberley tillsammans med personer som Charles Lindbergh, Joachim von Ribbentrop, Rudolf Hess och Galeazzo Ciano har konspirerat för att försöka skapa en antikommunistisk superstat. Boken gavs ut på svenska 1984 i översättning av Brita Dahlman.

## Mottagande
Christopher Lehmann-Haupt skrev i The New York Times att boken trots sin osannolika premiss och huvudperson förmår läsaren att rationalisera. Lehmann-Haupts rationalisering innefattar att Findley strävar efter att förklara fascismens lockelse under 1930-talet, och att en konstnärlig person som Mauberley i den och i sin egen konspiration kunde se möjligheten till en högtstående civilisation. Lehmann-Haupt skrev vidare: "Anledningen till att man rationaliserar så är helt enkelt att man vill fortsätta läsa och tro på herr Findleys berättelse. Och anledningen till att man gör detta är de extraordinära scener han fortsätter skapa."